# Свідомість

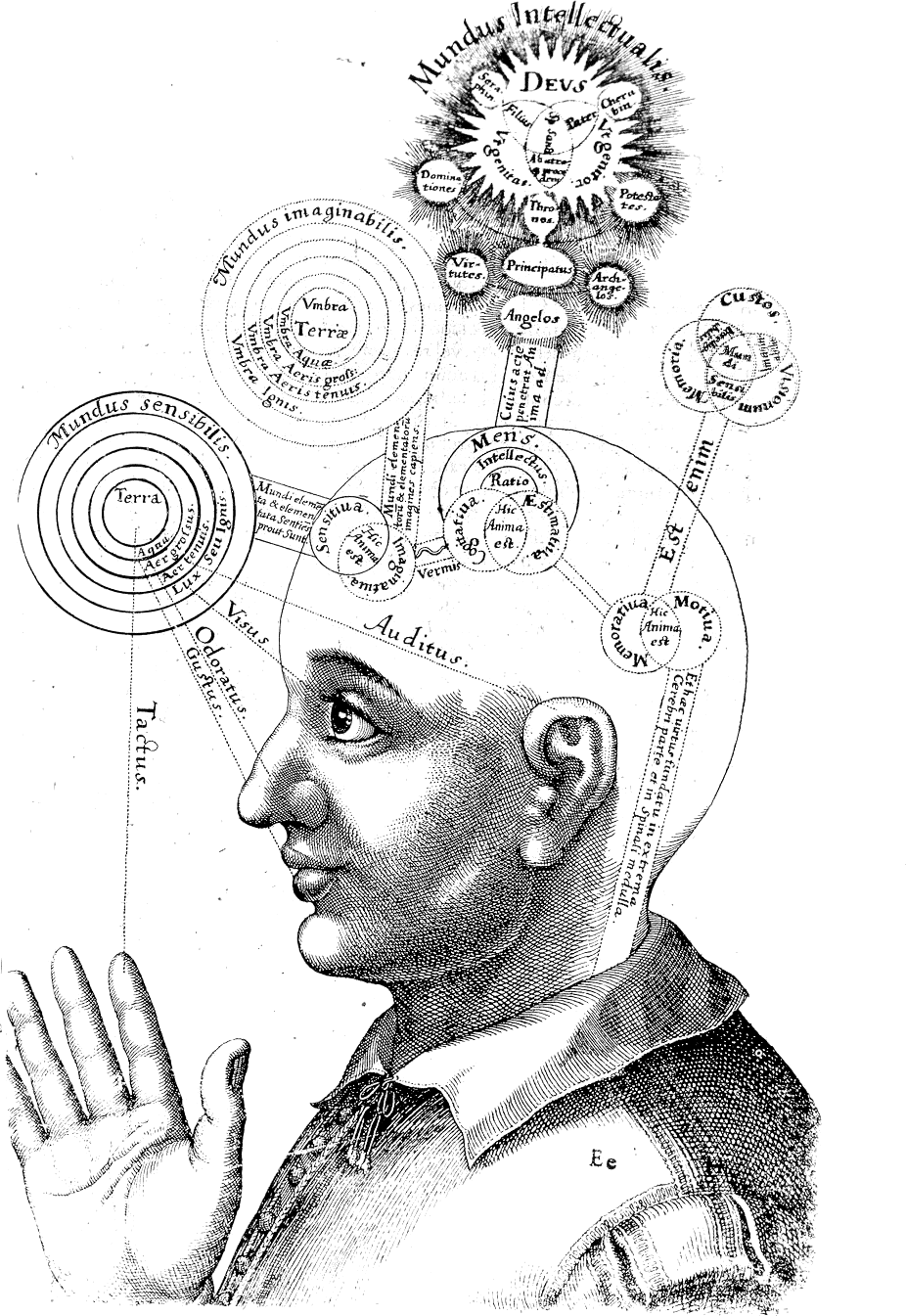
Схематичне зображення людської свідомості, поч. XVII ст.

Свідо́мість (від пол. świadomość) — здатність пізнавати довкілля і себе за допомогою уваги, мислення та розуму, усвідомленості, саморефлексії та метакогніції, внаслідок чого формується інтелект особистості.
Свідомість можна розглядати як стан психіки, за якого відбувається якісне суб'єктивне відображення об'єктивної дійсності у формі суб'єктивних кваліа. Визначення свідомості пов'язане з такими поняттями як суб'єктивність, усвідомлення, здатність мати переживання чи почуття, пробудженість, присутність, самоконтроль. Попри відсутність однозначного визначення, інтуїтивно більшість розуміє суть цього феномену, хоч і кожен по-своєму. Як зазначають Макс Вельман та Сьюзен Шнайдер у «Компаньйоні Блеквелла до Свідомості»: все, що ми усвідомлюємо в той чи той момент, стає частиною нашої свідомості тієї миті, роблячи свідоме переживання водночас найбільш звичним і найбільш загадковим аспектом нашого життя.
Свідомість — це складне та багатогранне явище, яке стосується стану усвідомлення та здатності переживати емоції, відчуття та оточення, та відносно свідомо контролювати свою увагу, мислення та дії. Воно охоплює широкий спектр суб'єктивних переживань (кваліа) і протягом всієї історії було темою інтересів і дискусій для філософів, психологів, нейронауковців, дослідників штучного інтелекту та інших дослідників. Вивчення свідомості має на меті зрозуміти природу суб'єктивного досвіду, як він виникає, зокрема, внаслідок фізичних процесів у мозку, та його наслідки для нашого розуміння реальності, особистої ідентичності та моральної відповідальності.
Свідомість — це складне і багатогранне явище, яке не має єдиного визначення. У загальному сенсі свідомість розуміється як здатність людини усвідомлювати себе і навколишній світ.
Ознаки свідомості були підтверджені в багатьох тварин зокрема у ссавців, птахів, молюсків, та комах.

## Сутність терміну
Свідомість розглядається філософами та психологами як вища форма відображення дійсності, властива людям і пов'язана з їхньою психікою, абстрактним мисленням, світоглядом, самосвідомістю, самоконтролем своєї поведінки і діяльності та передбачуванням результатів останньої.
Свідомість людини — складне й багатогранне явище. З погляду психології свідомість можна розглядати як форму психіки. Стосовно буття свідомість демонструє свою пізнавальну функцію, що полягає в побудові певного образу світу, який несе в собі ступінь освоєння людиною буття.
Свідомість є своєрідним поєднанням усіх найпростіших форм відображення реальності (сприйняття, відчуттів, уявлень, понять, почуттів, дій, думок), такою формою відображення реальності, для якої властиве узагальнення, і в якій з найбільшою повнотою відображено те, що є для людини специфічне порівняно з тваринами. Свідомість тісно пов'язана з мовою.

## Властивості свідомості
1. Ідеальність відображення.
2. Універсальність відображення.
3. Об'єктивність відображення.
4. Предметність відображення.
5. Цілеспрямованість.
6. Активність свідомості.
7. Суспільність свідомості.
8. Знарядність свідомості.

## Функції свідомості
1. Пізнавальна, яка реалізується в здобуванні і накопиченні знань про природу, суспільство і саму людину.
2. Творчо-конструктивна, що виявляється у випереджаючому відображенні, в уявному моделюванні майбутнього і в цілеспрямованому перетворенні на цій основі дійсності, у створенні, зокрема, предметних форм, що не існують в природі. Природа не будує літаків, не пече хліб, не пише романи. Все це продукти людського розуму і людських рук. Інколи, окремо виділяють прогностичну (людина до певної межі з деякою імовірністю може передбачати майбутнє, прогнозувати свої дії, будувати плани і здійснювати їх).
3. Регулятивно-управлінська, що забезпечує розумне регулювання і самоконтроль поведінки і діяльності людини, її взаємини із зовнішнім світом.

## Поняття свідомості у філософії
Свідомість — специфічний прояв духовної життєдіяльності людини, пов'язаної із пізнанням, яке робить відомим (свідомим), знаним зміст реальності, що набуває предметно-мовної форми знання. Свідомість відрізняється від «несвідомих» проявів духовного життя тим, що не опредметнюється безпосередньо у знанні.
Свідомість як діяльнісний, а не субстанційний феномен має здійснюватися в актах трансцендентального спрямування — інтенції на зовнішній світ, що результуються в якісно розмаїту мовно-опредметнену систему значень. Останні набувають онтологічного статусу об'єктів — матеріальних чи ідеальних, дійсних чи можливих (або належних), теперішніх чи минулих (майбутніх), конкретно-емпіричних чи абстрактно-загальних, дійсних чи уявних (фіктивних, ілюзорних, фантастичних).
Пізнавально спрямовуючи себе на реальний світ, свідомість редукує його натуралістичний і психологічний параметри, трансформує їх в ідеальний світ. Скеровуючи пізнавальну активність на саму себе, свідомість стає самосвідомістю, внаслідок чого свідомість виступає засобом вирізнення людини зі світового загалу, способом поглянути на себе «ззовні» і, отже, набути характеристик «внутрішньої людини», своєрідної трансцендентально-унікальної істоти — екзистенції.
Будучи феноменом людської життєдіяльності, свідомість має суспільний характер, що виявляється у розмаїтті таких її форм, як філософія, релігія, наука, мистецтво, мораль, правосвідомість, соціальна психологія та ін. В історії філософії близькими до змісту свідомості були поняття «нус» (противага античному «хаосу», що упорядковує його у гармонійний реально-ідеальний «космос»), «інтелект» (позитивна здатність душі, що протистоїть волі і почуттям) та інші.
Специфічними виявами свідомості є мислення як опосередкована, теоретична свідомість, що не може спрямовуватися на саму себе; розум як теоретична свідомість, що тотожна законам і формам об'єктивного світу; розсудок як форма логічного міркування; здоровий глузд як життєво-практичне міркування та інші вияви людської свідомості.

## Поняття свідомості в психології
Свідомість (свідоме) — 1) вищий рівень психічного відображення і саморегуляції; звичайно вважається властивим тільки людині як суспільно-історичній істоті; 2) думки і почуття, що індивід усвідомлює в будь-який даний момент.
Емпірично виступає як безупинно змінювана сукупність почуттєвих і розумових образів, що безпосередньо з'являються перед суб'єктом у його «внутрішньому досвіді» і передують його практичній діяльності, — мозаїка станів, що відіграє більш-менш значну роль як у зовнішній, так і у внутрішній рівновазі індивіда.
Свідомість характеризується: 1) активністю; 2) інтенційністю — спрямованістю на предмет: свідомість завжди — усвідомлення чого-небудь (див. Інтенція); 3) здатністю до рефлексії, до самоспостереження — усвідомлення самої свідомості; 4) мотиваційно-ціннісним характером; 5) різними ступенями (рівнями) ясності.
Свідомість будь-якого індивіда унікальна, але не довільна — вона обумовлена зовнішніми, відносно свідомості, факторами, насамперед структурами соціальної системи, в якій існує індивід, і завжди має суспільно-історичний характер.

### У західній філософії

#### Дуалізм
Дуалізм є теорія про те, що існує два різновиди субстанцій: свідомість і фізичні об'єкти. Засновником цієї теорії є Рене Декарт, який стверджував, що людина є мислячою сутністю, здатна поставити під сумнів існування всього, крім своєї власної свідомості.
Дуалізм душі і тіла — точка зору, згідно з якою свідомість (дух) і матерія (фізичне тіло) представляють собою дві незалежні, взаємодоповнюють одне одного і рівні за значенням субстанції. Як правило, ґрунтується на філософському дуалізмі. Засновниками є Платон і Декарт.
Платон вважав, що тіло належить матеріального світу і тому смертно, тоді як душа є частиною світу ідей і безсмертна. Він вважав, що душа лише тимчасово прив'язана до тіла до моменту його смерті, після чого душа повертається в свій світ форм. Душа, на відміну від тіла, не існує в просторі і часі, що дає їй доступ до абсолютної істини світу ідей.
Із сучасних представників дуалізму можна відзначити Девіда Чалмерса. Називаючи свою позицію натуралістичним дуалізмом, він наполягає на нефізичній природі свідомого досвіду, яка не зводиться до фізичних властивостей, хоча і залежить від останніх відповідно до законів природи.

#### Логічний біхевіоризм
Логічний біхевіоризм — теорія про те, що бути в психічному стані означає бути в біхевіоральному стані, тобто або здійснювати деяку поведінку, або мати диспозицію (схильність) до такої поведінки. Логічний біхевіоризм пов'язаний з біхевіоризмом в психології, але їх слід розрізняти: в останньому випадку біхевіоризм розуміється як метод для вивчення людських істот, але не намагається вирішити філософські проблеми щодо природи свідомості і співвідношення свідомості і тіла. Серед представників логічного біхевіоризму можна назвати таких філософів як Гемпель і Райл. Дана теорія прагне спростувати дуалізм Декарта, тому що він суперечить тезі єдності науки, що розуміється як фізикалізм. Деякі основні причини цієї теорії розділялися також Людвігом Вітгенштейн.

#### Ідеалізм
Ідеалізм — це теорія, згідно з якою душа (свідомість) — первинно. Ідеалісти стверджують, що об'єкти фізичного світу не існують поза їх сприйняття. Найбільш послідовно ця теза була розвинена в суб'єктивному ідеалізмі Джорджем Берклі, який стверджував, що «бути — значить бути сприйнятим».

#### Матеріалізм
Матеріалізм є теорія про те, що якщо щось існує, то воно має фізичний характер. Свідомість описується матеріалістами як властивість високоорганізованої матерії. Матеріалісти критикують як дуалістів і ідеалістів, так і біхевіористів, доводячи, що поведінка не є свідомістю, але внутрішньою фізичною причиною свідомості. Серед матеріалістів можна згадати Фрідріха Енгельса, Девіда Армстронга, Дональда Девідсона та інших.
Звертаючись до історії, проф. І. Кальний і Ю. А. Сандулов відзначають: рушійну силу розвитку французьких матеріалістів XVIII ст. бачать в освіті, в поширенні позитивних ідей. Вихідна теза їх соціальної філософії полягає в тому, що «думки правлять світом». Німецькі мислителі, побачивши Французьку революцію в її ретроспекції, скажуть: «Думки не тільки правлять світом, а й творять новий світ», від чого крок — до абсолютизації свідомості у формулі «Свідомість не тільки відображає світ, а й творить його».

#### Функціоналізм
Функціоналізм — це теорія, згідно з якою перебувати в психічному стані означає знаходитися у функціональному стані, тобто виконувати деяку певну функцію. З точки зору функціоналістів свідомість відноситься до мозку так само, як, наприклад, функція показувати час співвідноситься з конкретним фізичним пристроєм годин. Функціоналізм займає критичну позицію по відношенню до матеріалізму, тому що заперечує необхідний зв'язок між свідомістю і мозком. Так, на думку функціоналістів, свідомість потенційно може бути функцією найрізноманітніших фізичних об'єктів, наприклад комп'ютера. Функціоналізм є методологічною базою теорії штучного інтелекту і когнітивної науки. До функціоналістів можна віднести Девіда Льюїса, Гіларі Патнема, Деніела Деннета і Д. І. Дубровського.

#### Двоаспектна теорія
Двоаспектна теорія — це теорія про те, що психічне і фізичне суть дві властивості деякої лежить в основі речей реальності, яка по суті не є ні психічною, ні фізичною. Двоаспектна теорія, тому, відкидає і дуалізм, і ідеалізм, і матеріалізм як уявлення про те, що існує психічна або фізична субстанції. Подібні погляди характерні, наприклад, для Бенедикта Спінози, Бертрана Рассела і Пітера Стросона.

#### Феноменологічна теорія
Феноменологія є спробою безпередумовного опису змісту досвіду без будь-яких тверджень щодо реальності його предмета. Феноменологія намагається відкрити ідеальні (сутнісні) риси людського мислення і сприйняття, вільні від будь-яких емпіричних і індивідуальних вкраплень, і обґрунтувати таким чином всі інші науки як засновані на мисленні. Основною властивістю людської свідомості згідно феноменології є інтенціональність. Серед прихильників цієї теорії назвемо Едмунда Гуссерля і Моріса Мерло-Понті.

#### Емерджентна теорія
Емерджентна теорія — це теорія про те, що хоча свідомість і є властивістю деякого фізичного об'єкта (зазвичай мозку), вона тим не менш не зводиться (не редукується) до фізичних станів останнього і є особливою нередукованою сутністю, має унікальні властивості, подібні до того, як властивості молекули води нередуковані до властивостей атомів водню і кисню. Свідомість, проте, є звичайним реальним об'єктом, який повинен вивчатися наукою нарівні з усіма іншими. Серед прихильників даної концепції — Джон Серль.

### У східній філософії

#### В індуїзмі
В індуїзмі свідомості зіставляється Пуруша («безмовний вищий свідок»), який спостерігає за діями пракріті («матеріальної природи»). Свідомість душі схильне помилково ототожнювати себе з матеріальним тілом, будучи захоплена і пов'язана гуна ми («якостями природи»).

#### В буддизмі
Нині деякі дослідники і буддійські діячі (в тому числі Далай-лама XIV) визначають буддизм як «науку про свідомість».

#### У філософії Шрі Ауробіндо
Шрі Ауробіндо вважає свідомість фундаментальною духовною основою усієї матерії. Те, що наука іменує свідомістю, Шрі Ауробіндо називає ментальною свідомістю, наголошуючи, що існує безліч інших видів (чи планів) свідомості, що можуть стати доступними людському сприйняттю, зокрема через так звані центри свідомості (чакри). Метою існування людини Шрі Ауробіндо бачить розвиток або еволюцію людської свідомості до рівня, що дозволить трансформувати матеріальні основи життя у відповідності із основоположним духовним принципом всесвіту[невідомий термін].

## Свідомість з погляду феноменології
Феноменологія розглядає свідомість як потік актів (сприймання, пригадування, міркування та ін.), спрямовані на певні предмети (інтенціональність) і певним чином організовані часовим потоком свідомості людини.

## Нейронаука свідомості
Нейронаука свідомості — це міждисциплінарна сфера, яка прагне зрозуміти нейронні основи свідомості, один із найбільш інтригуючих і фундаментальних аспектів людського досвіду. Свідомість відноситься до суб'єктивного усвідомлення себе та навколишнього світу, що охоплює широкий діапазон психічних станів, таких як сприйняття, думки, емоції та самосвідомість. Пояснення нейронних механізмів, що стоять за свідомістю, спираються на ідеї нейробіології, когнітивної науки, клітинної, системної та когнітивної нейронауки, та прикладних обчислювальних, експериментальних та клінічних технік, методик та сфер, таких як нейровізуалізація, нейроінформатика, нейроінженерія, нейрокібернетика, нейрофармакологія та інші.

### Історична перспектива
Наукове дослідження свідомості має давню історію. Ранні філософські дебати про природу свідомості можна простежити до давньогрецьких філософів, таких як Платон і Арістотель. Проте лише в 17-18 століттях вивчення свідомості почало приймати більш емпіричний і науковий підхід. Але протягом більшої частини 20-го століття ідеологічні та методологічні проблеми відсунули його емпіричне дослідження на задній план. З 1990-х років вивчення свідомості знову набуло легітимності та імпульсу, що відповідає його статусу основної характеристики нашого психічного життя, зокрема завдяки розвитку таких методів нейровізуалізації, як електроенцефалографія (ЕЕГ), функціональна магнітно-резонансна томографія (фМРТ), одноклітинний запис, що дозволили дослідникам більш безпосередньо досліджувати нейронні основи (кореляти) свідомості in vivo.

### Нейронні кореляти свідомості
Пошуки ідентифікації нейронних корелятів свідомості (НКС) знаходяться в центрі нейронауки про свідомість. НКС відноситься до мінімальної нейронної активності або набору процесів, необхідних для створення свідомого досвіду. Дослідники використовують різні експериментальні парадигми, які часто включають змінені стани свідомості, для вивчення активності мозку та виділення потенційних НКС.

#### Дослідження зображень мозку
Методи функціональної візуалізації головного мозку, такі як фМРТ, позитронно-емісійна томографія (ПЕТ) та дифузійна МРТ, відіграють важливу роль у дослідженні НКС. Ці дослідження виявили різноманітні закономірності активації мозку, пов'язані з конкретними свідомими переживаннями. Наприклад, коли суб'єктам показують зображення або беруть участь у сенсорному сприйнятті, дослідники спостерігають синхронізовану активність у різних областях мозку, включаючи первинні сенсорні області та асоціативну кору вищого порядку.
Більше того, у 2023 році дослідники змогли реконструювати у відео суб'єктивний досвід людини (те що людина бачить, тобто, її кваліа) за допомогою штучного інтелекту, навчаного на великій кількості фМРТ зображень.

#### Теорія глобального робочого простору
Однією з відомих теорій нейронауки про свідомість є Теорія глобального робочого простору (Global workspace theory), запропонована Бернардом Баарсом у 1988 році. Ця теорія стверджує, що свідомість виникає, коли інформація глобально транслюється та стає доступною для кількох когнітивних систем у мозку, що дозволяє інтегрувати та отримувати доступ до інформації різними регіонами мозку. Ця модель забезпечує структуру для розуміння того, як вибіркова увага та усвідомлення виникають із поширених нейронних взаємодій.

#### Теорія інтегрованої інформації

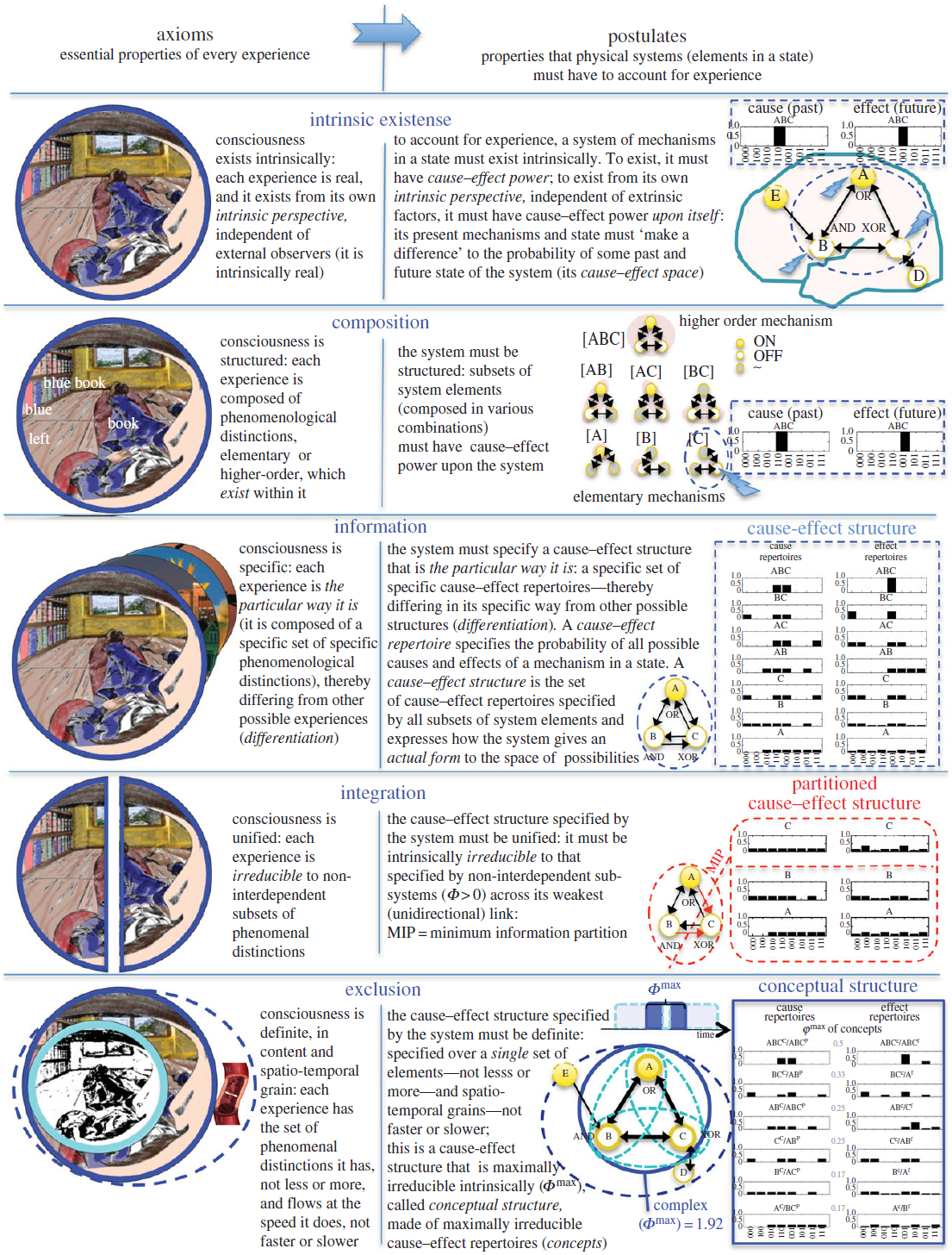
Аксіоми та постулати теорії інтегрованої інформації

Іншою впливовою теорією є Теорія інтегрованої інформації (ТІІ), розроблена Джуліо Тононі у 2004 році. Теорія інтегрованої інформації припускає, що свідомість є не просто результатом ізольованої роботи окремих компонентів мозку, а виникає в результаті інтеграції та обміну інформацією в усій мережі мозку. Згідно з теорією, свідомість є фундаментальною властивістю певних складних систем, які демонструють високий рівень інтегрованої інформації.

### Змінені стани свідомості
Вивчення змінених станів свідомості мало вирішальне значення для проливання світла на нейронні механізми, які лежать в основі різних станів свідомості. Такі стани, як сновидіння, медитація, анестезія, психоделічний досвід та деякі патологічні стани, пропонують унікальні можливості для дослідження змін у діяльності мозку та їх зв'язку зі свідомістю.

### Розлади свідомості
Неврологія свідомості також досліджує розлади свідомості, такі як кома, вегетативний стан і стан мінімальної свідомості. Розуміння нейронної основи цих станів не тільки допомагає зрозуміти механізми свідомості, але й має наслідки для догляду за пацієнтами та медичної етики.

### Поточні дослідження та перспективні напрямки
Нейронаука свідомості продовжує швидко розвиватися завдяки прогресу технологій і міждисциплінарному співробітництву. Дослідники постійно досліджують інноваційні технології та методи, щоб отримати глибше розуміння нейронних корелятів свідомості. Нижче наведено деякі з перспективних технологій і методів, які мають потенціал в дослідженні НКС:
- Оптогенетика: це передова техніка, яка дозволяє дослідникам контролювати певні нейрони в мозку за допомогою світла. Використовуючи світлочутливі білки, дослідники можуть вибірково активувати або гальмувати нейронну активність, надаючи цінну інформацію про причинно-наслідковий зв'язок між мозковою активністю та свідомим досвідом.[24]

- Конектоміка: передбачає відображення складних нейронних зв'язків у мозку, створення комплексних карт нейронних мереж — конекто́му. Цей метод особливо корисний для розуміння широкомасштабних взаємодій між областями мозку, які впливають на свідомість.[25][26]

- Нейрокомп'ютерні інтерфейси: можуть встановлювати прямий зв'язок між мозком і зовнішніми пристроями. Їх можливо використовувати для вивчення патернів мозкової активності, пов'язаних із свідомими переживаннями[27], і для допомоги у відновленні особам, які мають порушення свідомості[28][29], зокрема, у відновленні комунікації.[30] Крім того, НКІ досліджуються в сфері удосконалення людини, посилення інтелекту та потенційного «розширення» свідомості доповненою реальністю.[31][32]

- Транскраніальна магнітна стимуляція (ТМС): ТМС передбачає застосування магнітних полів до мозку для тимчасової модуляції нейронної активності. Цей неінвазивний метод дозволяє дослідникам досліджувати причинно-наслідкові зв'язки між певними ділянками мозку та свідомим сприйняттям.[33][34][35] Крім того, ТМС також активно досліджується у відновленні пацієнтів з порушеннями свідомості.[36][37] Електроенцефалографія високої щільності (ЕЕГ): ЕЕГ реєструє електричну активність мозку з високою тимчасовою роздільною здатністю. Удосконалені налаштування ЕЕГ, такі як масиви високої щільності, дозволяють досліджувати швидкі та непомітні зміни нейронної активності, пов'язаної зі свідомістю.[38][39][22][40][41]

- Мультимодальна візуалізація мозку: Поєднання кількох методів візуалізації мозку, таких як фМРТ, ЕЕГ і ПЕТ, забезпечує більш повне уявлення про мозкову діяльність під час свідомих переживань, дозволяючи дослідникам краще ідентифікувати НКС.[42][43][44][45][46] Алгоритми штучного інтелекту та машинного навчання можуть аналізувати величезні обсяги даних мозку, виявляючи закономірності та кореляції, які людям може бути важко розпізнати.[47]

### Книги
- Серія книг Studies in Neuroscience, Consciousness and Spirituality (Springer, 2011—2023+)

### Журнали
- Consciousness and Cognition
- Journal of Consciousness Studies
- Anthropology of Consciousness
- Psychology of Consciousness: Theory Research, and Practice
- Neuroscience of Consciousness

### Статті
- Seth, Anil K.; Bayne, Tim (2022-07). Theories of consciousness. Nature Reviews Neuroscience (англ.) 23 (7). с. 439–452. ISSN 1471-0048. doi:10.1038/s41583-022-00587-4.
- Koch, Christof; Massimini, Marcello; Boly, Melanie; Tononi, Giulio (2016-05). Neural correlates of consciousness: progress and problems. Nature Reviews Neuroscience (англ.) 17 (5). с. 307–321. ISSN 1471-0048. doi:10.1038/nrn.2016.22.
- Свідомість // Українська мала енциклопедія : 16 кн. : у 8 т. / проф. Є. Онацький. — Накладом Адміністратури УАПЦ в Аргентині. — Буенос-Айрес, 1964. — Т. 7, кн. XIII : Літери Риз — Се. — С. 1693. — 1000 екз.
- Birch Jonathan; Schnell Alexandra K.; Clayton Nicola S. (2020-10). Dimensions of Animal Consciousness. Trends in Cognitive Sciences 24 (10). doi:10.1016/j.tics.2020.07.007.

### Подкасти
- Подкаст Лекса Фрідмана: #2 Христоф Кох, #69 Девід Чалмерс, #85 Роджер Пенроуз, #326 Аннака Харріс.